# Radbart
Radbart (nórdico antiguo: Ráðbarðr o Raðbarðr, n. 655), según Sögubrot af nokkrum fornkonungum ( o fragmento de una saga sobre reyes antiguos), fue un caudillo vikingo legendario de finales del siglo VII, rey de Garðaríki. El personaje también aparece en Hyndluljóð.
En Sögubrot se cita que casó con la princesa fugitiva Aud sin el consentimiento de su padre, el rey Ivar Vidfamne, quien organizó una expedición para castigar a su hija. Pero el rey Ívar era anciano, y murió en el trayecto. Radbart ayudó al hijo de su esposa (de un matrimonio anterior), Harald Hilditonn, a reclamar su derecho de herencia a las posesiones de su abuelo en Suecia y Dinamarca.
Ráðbarðr y Auðr tuvieron un hijo en común llamado Randver.